# Zigota
Zigota je stanica koja nastaje oplodnjom, ulaskom spermija (muške spolne stanice) u oocitu (žensku spolnu stanicu), spajanjem dviju stanica koje imaju polovičan (haploidan) broj kromosoma u jednu diploidnu stanicu.
Tako nastala zigota sadrži diploidan broj kromosoma, koji sadrže DNK majke i oca. Iz zigote mitozom nastaju sve buduće stanice u ljudskom tijelu.
Mitozom zigote nastaje morula, od koje se daljnjom diobom i rastom razvija blastula (blastocista), zatim gastrula, te se dalje razvija fetus. 